# Geocrinia leai
Geocrinia leai es una especie de anfibio anuro de la familia Myobatrachidae.

## Distribución geográfica
Esta especie es endémica del suroeste de Australia Occidental. Habita hasta 600 m sobre el nivel del mar.

## Etimología
Esta especie lleva el nombre en honor a Arthur Mills Lea.

## Publicación original
- Fletcher, 1898 : Contributions to a more exact knowledge of the geographical distribution of Australian Batrachia. No 5. Batrachia of Tasmania. Proceedings of the Linnean Society of New South Wales, sér. 2, vol. 12, p. 660-684[6]